# Rockradio B
Rockradio B war das Jugendradio des Ostdeutschen Rundfunks Brandenburg (ORB). Es existierte vom 1. Januar 1992 bis zum 1. März 1993.

## Geschichte
Da sich der ORB im Dezember 1991 nicht dazu entschließen konnte, das populäre Jugendradio DT64 des Rundfunks der DDR in seinem Sendegebiet fortzuführen, entschied er sich zur Gründung eines eigenen Jugendradios. Rockradio B hatte wie DT64 seinen Sitz im Funkhaus Nalepastraße. Chefredakteurin war die ehemalige DT64-Mitarbeiterin Silke Hasselmann.
Mit einem kleinen Team Radioschaffender, überwiegend abgeworbener Mitarbeiter von DT64, startete das Programm am 1. Januar 1992 zunächst mit dem dreistündigen Nachmittagsprogramm Check In von 15 bis 18 Uhr. In der restlichen Zeit konnte man auf den Frequenzen von Rockradio B in Berlin und Brandenburg vorerst weiter DT64 hören. In den folgenden Monaten wurde das Programm von Rockradio B weiter ausgebaut. So kam unter anderem das Morgenmagazin Aufschwung B dazu, außerdem in der Abendschiene Spezialsendungen wie der Sprechfunk des heutigen Kultmoderators Jürgen Kuttner oder die Sendung Parocktikum von Lutz Schramm, die von DT64 übernommen wurde und zu DDR-Zeiten große Bedeutung für die Independent-Szene hatte. Der frühere Rockradio- und heutige Radio-Eins-Moderator Jürgen König äußert sich rückblickend zum Programm: „Ein Jahr lang totale programmliche Anarchie und ein Musikprogramm mit der Maxime: Hauptsache hart und unbekannt. Hat einen Höllenspaß gemacht, mit der ‚kleinen‘ Einschränkung, dass man als Hörer nach zwei Stunden physisch und psychisch am Ende war.“
Zum Zeitpunkt der endgültigen UKW-Abschaltung von DT64 Ende Juni 1992 hatte Rockradio B in Berlin und Brandenburg knapp die Hälfte der täglich möglichen Sendezeit gefüllt. Ab Juli 1992 sendete Rockradio B als Mantelprogramm Radio 4U vom SFB, das von Montag bis Samstag zwischen 9 und 15 Uhr auf den Frequenzen von Rockradio B zu hören war. In der Nachtschiene kam, ebenfalls in Kooperation mit Radio 4U, die Sendung „Nachtflug“ hinzu, wie die Sendung bei Rockradio B hieß, während sie bei Radio 4U den Namen „Nightflight“ trug. Die gemeinsame Nachtschiene wurde abwechselnd verantwortet, aber in nahezu gleicher Form gesendet.
Mit Blick auf die Grundsatzentscheidung von ORB und SFB, ein gemeinsames Jugendprogramm zu veranstalten, und auch angesichts der Sendeeinstellung von Radio 4U am 31. Dezember 1992 arbeiteten zahlreiche Radio 4U-Mitarbeiter ab dem 1. Januar 1993 bei Rockradio B, das ab diesem Datum zwei Monate lang das einzige Jugendradio in Berlin und Brandenburg war. Im Berliner Raum war Rockradio B daher terrestrisch über zwei Frequenzen empfangbar (98,2 MHz, 102,6 MHz).
Mit dem Sendestart des neuen Jugendradios Fritz am 1. März 1993 um 6 Uhr stellte Rockradio B seinen Sendebetrieb ein. Die Mitarbeiter wurden grundsätzlich von Radio Fritz übernommen. Allerdings gab es auch seitens der ehemaligen DT64/(Ur-)Rockradio-B-Mannschaft einige Abgänge, die sich mit der stärker kommerziellen und Mainstream-Ausrichtung von Radio Fritz nicht anfreunden konnten (z. B. Silke Hasselmann, Jürgen Balitzki). Das Programmkonzept von Rockradio B, das wiederum in weiten Teilen an das Konzept des Nachwende-DT64 angelehnt war, spielte bei Radio Fritz keine Rolle. Das Konzept von Radio Fritz basierte in erster Linie auf Radio 4U. Ein alternatives Konzept mit dem Arbeitstitel „Extra“, im Wesentlichen von einem Team ehemaliger DT64-/Rockradio-B-Mitarbeiter ausgearbeitet und intern vorgelegt, fand keine Berücksichtigung.

## Programmschema
Die folgende Liste gibt das Programmschema von Rockradio B im Februar 1992 wieder:
Montag–Freitag
- 0.00 Schlafstörung (DT64)
- 3.00 Grauzone (DT64)
- 5.00 Aufschwung B
- 9.00 Take Five (DT64)
- 12.00 Ticker (DT64)
- 12.07 Lockruf (DT64)
- 15.00 Check In
- 18.00 Rush Hour (DT64)
- 19.00 Spezialsendungen Rockradio B

Samstag
- 0.00 Schlafstörung (DT64)
- 3.00 Grauzone (DT64)
- 5.00 Aufschwung B
- 9.00 Take Five (DT64)
- 12.00 Hithammer (DT64)
- 15.00 Check In
- 18.00 Rush Hour (DT64)
- 19.00 Dance Hall (DT64)

Sonntag
- 0.00 Nightfly (DT64)
- 3.00 Grauzone (DT64)
- 5.00 Aufschwung B
- 9.00 Frühsport (DT64)
- 12.00 Szene (DT64)
- 15.00 Dr. Kaos (DT64)
- 18.00 Spezialsendungen Rockradio B
- 22.00 Beat Radio D (DT64)